# Сражение под Елисаветполем
Сражение под Елисаветполем — главное сражение между русскими и персидскими войсками, состоявшееся 13 (25) сентября 1826 года во время русско-персидской войны (1826—1828) в 7 верстах от города Елисаветполя (ныне Гянджа).

## Предпосылки
После поражения в Шамхорской битве персидские отряды спешно отступили к Елисаветполю. Аббас-Мирза, сняв осаду с Шуши, повёл свою армию на Елисаветполь. 10 сентября на помощь генерал-майору князю Мадатову прибыл отряд Паскевича, который и принял командование над 8-тысячным русским объединённым отрядом. На рассвете 13 сентября русские войска, оставив лагерь под охраною двух рот Херсонского гренадерского полка, двинулись навстречу персам.

## Битва

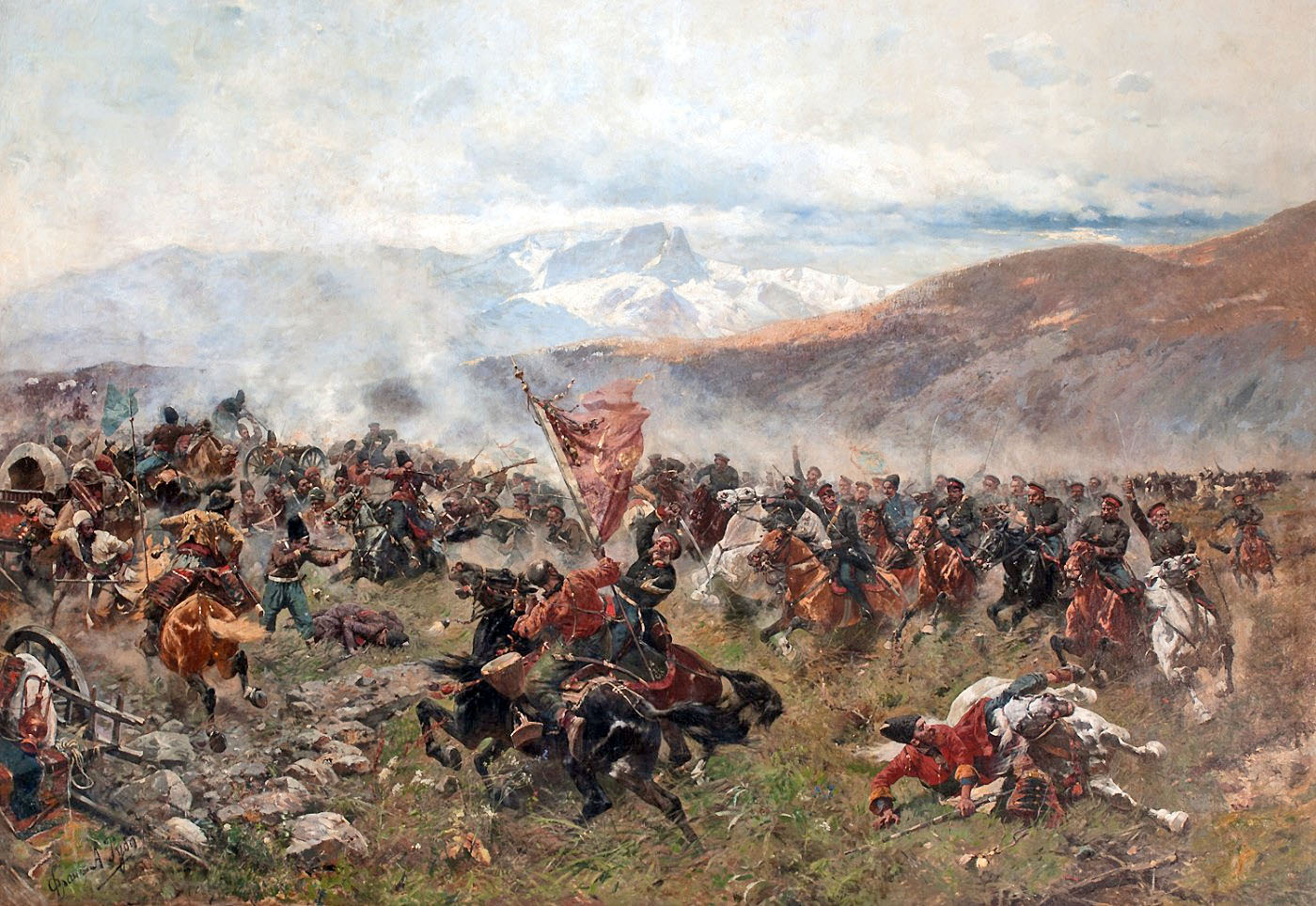
Сражение под Елисаветполем. Худ. Франц Рубо. Музей истории Азербайджана (Баку)

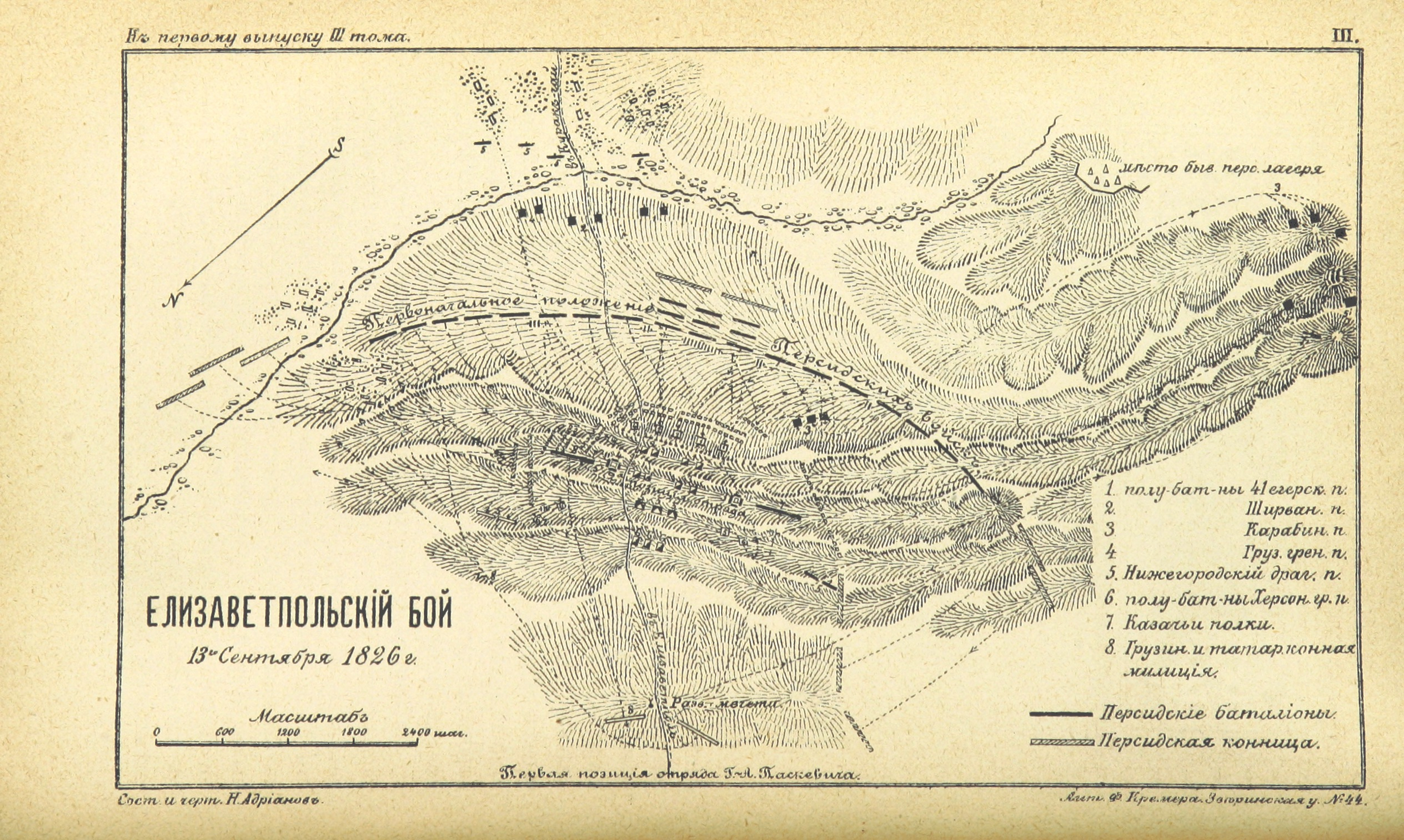
Схема сражения

Русские войска расположились в три линии с резервом. Первая линия: на правом фланге расположились два полубатальона 41-го егерского полка, в центре — 12 орудий Кавказской гренадерской бригады, на левом фланге — два полубатальона Ширванского полка. Правый фланг прикрывали казаки, а левый — грузинская и татарская (азербайджанская) конница. Вторая линия: на правом фланге — два полубатальона 7-го Карабинерного полка, в центре — каре из двух карабинерных рот с двумя орудиями, на левом фланге — три полубатальона Грузинского гренадерского полка. Командовал обеими линиями генерал-майор князь Мадатов. Нижегородский драгунский полк расположили в третьей линии. В резерве было три полубатальона Херсонского гренадерского полка и 6 орудий.
Персидская армия Аббас-Мирзы насчитывала до 15 тысяч регулярной пехоты (сарбазы), 20 тысяч конницы, 25 орудий и значительное количество фальконетов на верблюдах. Большую часть пехоты расположили в центре в три линии. На флангах была конница и по шесть батальонов сарбазов. Персидская артиллерия была расположена по всей боевой линии, но большую часть — 18 орудий, — поставили в центре. За пехотой центра и конницей правого фланга расположили фальконеты на верблюдах. Персидская боевая линия была настолько растянута и выгнута, что оконечности её крыльев оказались почти в тылу русских войск. Аббас-Мирза командовал всей армией и центром, его старший сын Мохаммед — правым флангом, Великий визирь и зять шаха Аллаяр-хан — левым флангом.
В начале битвы завязалась артиллерийская дуэль. Персидские пехотные батальоны под прикрытием артиллерии выступили вперёд и, подойдя вплотную к русским войскам, открыли огонь по двум ротам Грузинского гренадерского полка. Находившиеся рядом грузинские и татарские (азербайджанские) конные ополченцы под огнём противника вынуждены были отходить. Дальнейшее продвижение персидских войск было замедлено небольшим, но крутым оврагом. Паскевич лично привёл в порядок иррегулярную конницу и отдал приказ батальонам Ширванского, Грузинского гренадерского и 41-го егерского полков перейти в контрнаступление. Затем Паскевич ввёл в бой батальон Херсонского гренадерского полка и 2-й и 3-й эскадроны Нижегородских драгун. Вскоре на левом фланге разгорелась жёсткая схватка за персидское знамя, которое в ходе боя было захвачено русскими. Персы вынуждены были отступить под натиском русских пехотных батальонов.
На правом фланге ситуация также была тяжёлой. Персидская конница, вместе с шестью батальонами сарбазов, пыталась зайти в тыл русским войскам. Персы теснили казаков в сторону Елисаветполя. С трудом удерживали позиции две роты Херсонского гренадерского полка и 1-й дивизион Нижегородских драгун. Паскевич подкрепил правый фланг тремя полубатальонами 7-го Карабинерного полка, которые стали заходить в тыл к персам, вынудив последних отступить. Заметив намечающийся успех, Паскевич усилил натиск с помощью двух полубатальонов херсонских гренадер.
К вечеру поле и близлежащие персидские укрепления были полностью взяты русскими войсками. Часть персидской пехоты закрепилась на высотах, однако после непродолжительного сопротивления вынуждена была сдаться (более 800 человек). Персидская армия потерпела полное поражение. Войска под началом генерал-майора Мадатова преследовали противника на протяжении 12 вёрст. В качестве трофеев русские захватили два походных лагеря, четыре знамени, одно орудие, 80 зарядных и патронных ящиков. Персидское войско потеряло в сражении около 2 тысяч человек убитыми и ранеными и 1 тысячи пленными. Потери русских войск составили 46 убитыми и 249 ранеными по собственным данным, и могут быть значительно заниженными.

## Последствия
Сражение под Елисаветполем переломило исход войны в пользу Российской империи. Является первой военной победой при царствовании императора Николая I.
Генерал-адъютант Паскевич был пожалован золотой шпагой с алмазами, князь Мадатов получил чин генерал-лейтенанта. Генерал-майор Вельяминов был награждён орденом Святого Георгия 3-й степени; полковник Шабельский, полковник Симонич, майор Клюки-фон-Клюгенау, майор Юдин и хорунжий Еремкин — орденом Святого Георгия 4-й степени.